# Katica Ḱulavkova
Katica Ḱulavkova (en macédonien : Katica Ќулавкова), née le 11 décembre 1951 à Veles, est une poétesse et théoricienne de la littérature macédonienne.
Diplômée de la faculté de philosophie de l'université Saints-Cyrille-et-Méthode de Skopje, elle y a également soutenu son doctorat de troisième cycle sur le thème : La Métaphore et la poésie macédonienne contemporaine. Elle a soutenu son doctorat d’État à la faculté de philosophie de l'université de Zagreb, en 1984. Sa thèse portait sur Les caractéristiques de la poésie.

## Carrière
De 1984 à 2015, Katica Ḱulavkova a fait sa carrière universitaire à la faculté de philologie de l'université Saints-Cyrille-et-Méthode de Skopje, où elle a enseigné la théorie littéraire et la méthodologie des études littéraires au sein du département de littérature comparée. Elle également travaillé pendant une année universitaire à l'Institut national des langues et civilisations orientales (INALCO) à Paris. Membre de la Société des écrivains de la République de Macédoine depuis 1978, elle a présidé le PEN macédonien. En 2003, elle a été élue membre de l'Académie macédonienne des sciences et des arts.

## Œuvres

### Poésie et Prose
- Благовести (поезија, 1975)
- Акт (поезија, 1978)
- Нашиот согласник (поезија, 1981)
- Нова пот (поезија, 1984)
- Невралгични места - Неуралгичнa места (двојазично издание, Вршац, поезија, 1986)
- Дива мисла (поезија, избор, 1989)
- Жедби, престапни песни (поезија, 1989)
- Друго време (поетска проза, 1989)
- Изгон на злото (поезија, 1997)
- Домино (поезија, 1993)
- Предигра (поезија, избор, 1998)

### Théorie et critique littéraires
- Потход и исход (критики, 1996)
- Фигуративниот говор и македонската поезија (студии, 1984)
- Копнеж по систем (студии и критики, 1992)
- Одлики на лириката (студија, 1989)
- Стапка и отстапка (огледи и критики, 1987)
- Камен искушител (критики, 1997)
- Теорија на книжевноста (1999)
- Тетратки (критики и огледи, 1997)
- Мала книжевна теорија (2001)
- Херменевтика на идентитети (2006)
- Демонот на толкувањето (МАНУ, 2009)
- Задоволство во толкувањето (Макавеј, 2009)

### Anthologies
- Катица Ќулавкова (ур.): Царски рез - македонски раскази (Антологија на македонскиот кус расказ, еКнига)

### Traductions
- Via Lasciva, traduit du macédonien par Harita Wybrands, Saint-Nazaire, MEET, 1998
- Time difference (poèmes traduit en anglais, 1998)
- Katica Kulavkova: Naked Eye - Burning Fireм, poèmes haïku traduits du macédonien en anglais par Matthew Jones and Marija Jones. Éditions Masin, 2008.- 65 p.  (ISBN 978-9989-928-81-9)
- Katica Kulavkova: Dorinţe, poèmes traduits du macédonien en roumain par Dumitru M. Ion and Carolina Ilica (e-book)
- Katica Kulavkova: Erased Spaces, poèmes choisis traduits en anglais par Bela Gligorova et adaptés par Matthew McDonald. Éditions EvaTas, 2011.  (ISBN 9789989594618)
- L'expulsion du mal (poèmes traduits en français)
- Katica Kulavkova (ed.): Caesarean Cut: Macedonian Short Stories, une anthologie de nouvelles courtes macédoniennes traduite en anglais (e-book)

## Prix et distinctions
- Студентски збор“
- "Frères Miladinovci" en 1989
- "Aцo Шопов" en 2004
- "Димитар Митрев"
- "Нарциса"
- "Млад борец"
- "Велја Кутија"
- "11 Октомври" en 2014